# Будинок жахів доктора Терора
Будинок жахів доктора Терора (англ. Dr. Terror's House of Horrors) — англійський фільм жахів 1965 року.

## Сюжет
У поїзді доктор Шрек зустрічає п'ятьох чоловіків і, використовуючи карти Таро, розповідає попутникам їх долю. До нещастя для цих джентльменів, доктор Шрек не бачить в їх майбутньому нічого, крім страшних смертей. І що, найстрашніше, доктор Шрек ніколи не помиляється. Перша історія розповідає про агента з нерухомості Джимі Доусона, якого запрошують облаштувати старовинний особняк. Але незабаром він виявляє, що в окрузі водиться перевертень. Герой другої розповіді вважає, що виноградна лоза, що росте у нього на ділянці, здатна рухатися. Він запрошує поглянути на неї вчених, але лоза обвиває цілий будинок, роблячи його мешканців бранцями. Третя історія оповідає про джазового музиканта Біффа Бейлі, який мандрує по Індії. Він присутній на церемонії обряду вуду, яка надихає його на написання мелодії. Але Біфф ігнорує попередження, що це може привести до нещасть. Четверта історія розповідає про критика Френкліна Марша. Він різко критикує картини Еріка Ландора, на що той каже, що їх показ був звичайним жартом, так як намалювала їх мавпа. Розгніваний Марш нападає на художника на вулиці і ламає йому руку. Але незабаром відірвана рука Ландора починає переслідувати критика. П'ята розповідь оповідає про молоду людину Боба і його дружину Ніколь. Вони повертаються в рідне місто і виявляють, що там оселився справжнісінький вампір.

## У ролях
| Актор        | Роль                         |
| ------------ | ---------------------------- |
| Пітер Кашинг | «доктор» Терор / доктор Шрек |

### сегмент "Werewolf"
| Актор            | Роль            |
| ---------------- | --------------- |
| Ніл Маккаллум    | Джим Доусон     |
| Урсула Хауеллс   | Дейрдра Біддулф |
| Пітер Медден     | Калеб           |
| Едвард Андердаун | Тод             |

### сегмент "Creeping Vine"
| Актор        | Роль          |
| ------------ | ------------- |
| Енн Белл     | Енн Роджерс   |
| Бернард Лі   | Гопкінс       |
| Алан Фріман  | Білл Роджерс  |
| Сара Ніколлс | Керол Роджерс |
| Джеремі Кемп | Джеррі Дрейк  |

### сегмент "Voodoo"
| Актор        | Роль       |
| ------------ | ---------- |
| Рой Касл     | Біфф Бейлі |
| Кенні Лінч   | Семмі Койн |
| Гарольд Ленг | Рой Шайн   |
| Томас Батист | Дамбала    |

### сегмент "Disembodied Hand"
| Актор          | Роль          |
| -------------- | ------------- |
| Крістофер Лі   | Франклін Марш |
| Майкл Гоф      | Ерік Лендор   |
| Айла Блер      | гарна дівчина |
| Джуді Корнуелл | медсестра     |

### сегмент "Vampire"
| Актор             | Роль               |
| ----------------- | ------------------ |
| Макс Адріан       | доктор Блейк       |
| Дженніфер Джейн   | Ніколь Керролл     |
| Дональд Сазерленд | доктор Боб Керролл |
| Ел Мулок          | детектив           |